# Quốc lập Vườn quốc gia Koya-Ryujin
Quốc lập Vườn quốc gia Koya-Ryujin (高野竜神国定公园 Koya-Ryujin Kokutei Koen ?) là một Khu bảo tồn Vườn quốc gia ở Nara và Wakayama, Nhật Bản. Nó được thành lập vào này 13 tháng 3 năm 1967.